# Монђове
Монђове је насеље у Италији у округу Месина, региону Сицилија.
Према процени из 2011. у насељу је живело 565 становника. Насеље се налази на надморској висини од 8 м.